# Samuel Selfisch
Samuel Selfisch (* 10. November 1529 in Erfurt; † 7. Januar 1615 in Wittenberg) war ein deutscher Verleger und Buchhändler, Errichter einer Papiermühle in Belzig, sowie ein bedeutender Bürgermeister von Wittenberg in Kursachsen.

## Leben

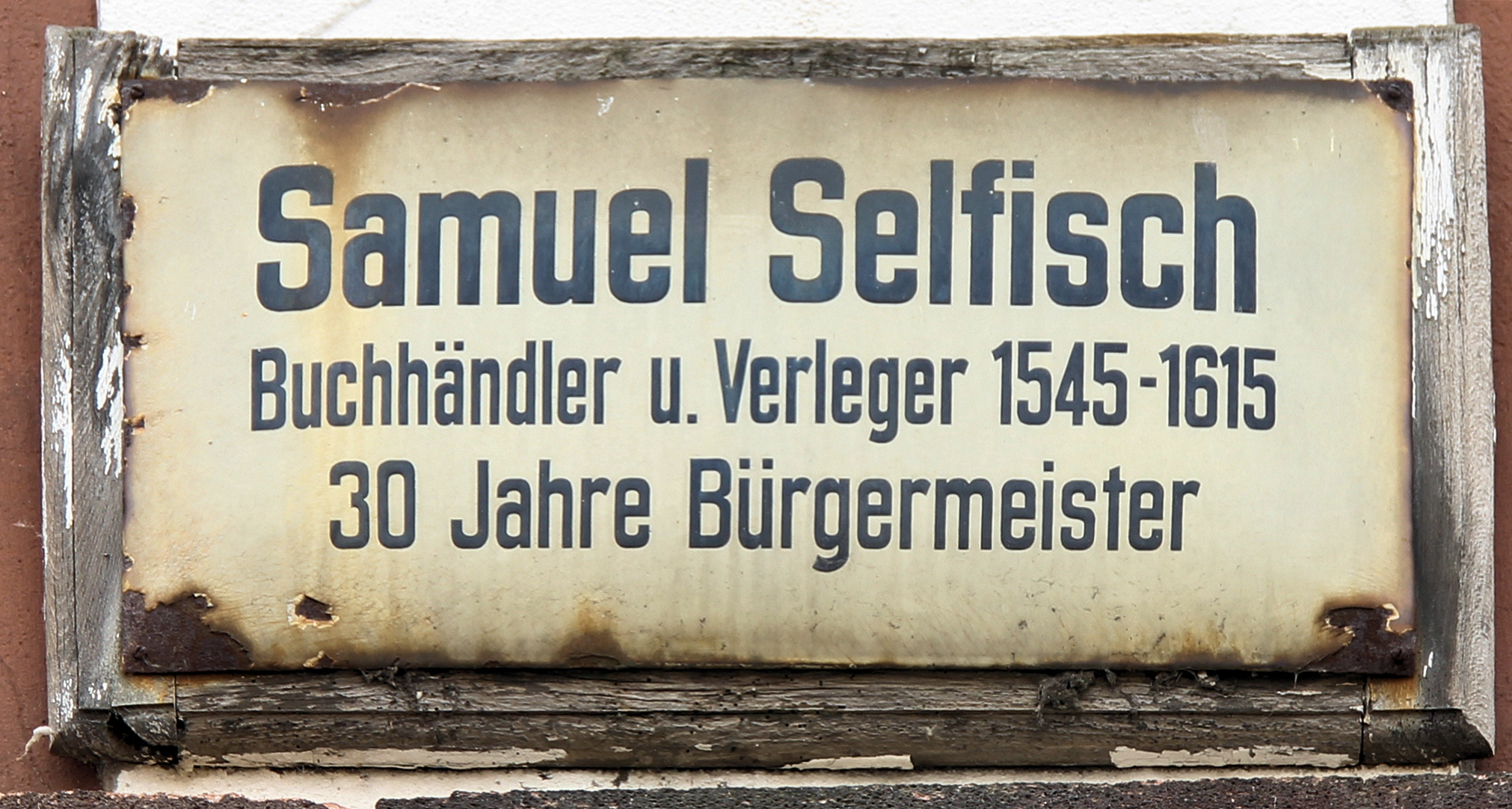
Gedenktafel am Haus Markt 6, in der Lutherstadt Wittenberg

Samuel Selfisch wurde in Erfurt als Sohn des Buchhändlers Johann Selfisch und dessen Frau Catarina (geb. Weißenkorn) geboren. Im Alter von 16 Jahren schickten ihn seine Eltern in die damalige Hochburg der Buchdruckerei, nach Wittenberg. Dort fand er zunächst Aufnahme bei dem renommierten Buchhändler Barthel Vogel. Später wechselte er zu dem Buchhändler und Bürgermeister Conrad Rühel und erweiterte seine Kenntnisse des Buchhandelgewerbes.
Mit 28 Jahren machte er sich mit einem Buchhandel selbstständig. Von Wittenberg aus vertrieb er zunächst im Inland Bücher und dehnte den Vertrieb seiner Produkte in viele europäische Länder bis nach Island und in die Türkei aus. Die dabei erwirtschafteten Gewinne investierte er wiederum in die Produktion der Bücher. In Belzig beispielsweise, errichtete er für seinen Sohn Laurentius eine Papiermühle und legte Geld in Bergwerksanteile an. In seinem umfangreichen Verlag erschienen hauptsächlich theologische Schriften, unter anderem 17 Bibelausgaben und 49 Werke von Luther. Diese komplexe Vertriebsstrategie machte ihn als Kaufmann zu einem der bedeutendsten Buchhändler Deutschlands im 16. Jahrhundert.  So gilt beispielsweise eine Buchbestellung ausgelöst im Namen der Universität Greifswald durch Friedrich Runge um 1603/1604, allgemein als die Geburtsstunde der Universitätsbibliothek in Greifswald. 
Neben dem Erwerb von Grundstücken erkannte er bald, dass das Handelskonzept mit dem reichen Gewinn nicht allein maßgebend ist. So zeigt sich auch sein soziales Engagement, als er dem Gotteskasten 1.500 Gulden spendete. Für die Stadt Wittenberg erwarb er jenen neuen Gottesacker, auf dem sich heute der Nördliche Friedhof in der Dresdner Straße befindet. Darüber hinaus wurden ihm aufgrund seiner herausragenden Bedeutung in der Stadt Wittenberg Ämter im Rat der Stadt angetragen. So war er Kämmerer in den Jahren 1569, 1572, 1575, 1578, 1581 und 1584; ferner Bürgermeister in den Jahren 1585, 1588, 1591, 1594, 1597, 1600, 1603, 1606, 1609 und 1612 sowie Beisitzer des Bürgermeisters 1586, 1589, 1590, 1592, 1595, 1598, 1601, 1604, 1607, 1610 und 1613.

## Familie
Er war Enkel des Laurentius Seelfisch († 23. Februar 1504 in Erfurt). Am 20. Januar 1557 vermählte er sich mit Maria Rühel († 1. September 1580), im Beisein von Paul Eber und Philipp Melanchthon.
Nach ihrem Tode heiratete er am 25. November 1583 Magaretha Rubin († 30. Juni 1594). Aus beiden Ehen gingen 14 Kinder hervor (sieben Söhne und sieben Töchter). Zu seinen Lebzeiten konnte er sich noch an einer reichen Nachkommenschaft von 77 Enkeln und 14 Urenkeln erfreuen. Über seine Tochter Christina besteht eine genealogische Verbindung zu Beatrix, der ehemaligen Königin der Niederlande. Heute befindet sich in der Lutherstadt Wittenberg eine Gedenktafel am Haus Markt 3. Von den Kindern sind bekannt:
- Samuel Selfisch (1563–1614)
- Petrus Selfisch (1565–1619), Provisor von St. Jacobi in Stralsund und 1595 Verwalter der v. Barnekowschen Güter in Ralswiek/Rügen, verheiratet 1596 mit Eva Rassmann aus Hadmersleben. Tochter: Anna Selfisch († Stralsund 6.2.1629 Pest), verheiratet 1621 in Stralsund mit Johann Hagemeister (um 1589 – 6.3.1629 Pest), Lakenhändler, Herr auf Arendsee und Wüstenfelde bei Demmin.
- Conrad Selfisch (1567–1567)
- Maria Selfisch (1558–1626), verheiratet mit Augustin Cranach.
- Maria Magdalena Selfisch (1568–1616), verheiratet mit Petrus Albinus und zweite Ehe mit Christoph Wust.
- Anna Selfisch (1571–1571)
- Matthias Selfisch (1572–1636), übernimmt nach dem Tod des Vaters das Geschäft
- Johann Selfisch (1575–1575)
- Catarina Selfisch (1576–1661 in Coburg)
- Laurentius Selfisch (* 1578) Papiermühlenbesitzer in Belzig und Ratsherr.
- Christina Selfisch (1585–1661) 1. Ehe mit Benedikt Carpzov der Ältere und 2. Ehe mit Friedrich Praetorius
- Magarethe Selfisch (* 1587 – nach 1630)

Da die Kirchenbücher in Wittenberg erst Anfang 1560 beginnen, geht man davon aus, dass ein Sohn und Tochter bereits früh nach den Registrierungen geboren und gestorben sind. Ihre Namen haben sich nach bisherigen Forschungen nicht erschließen können.